# Georges Turpin (écrivain)
Pour les articles homonymes, voir Georges Turpin.
 (septembre 2021).
Si vous disposez d'ouvrages ou d'articles de référence ou si vous connaissez des sites web de qualité traitant du thème abordé ici, merci de compléter l'article en donnant les références utiles à sa vérifiabilité et en les liant à la section « Notes et références ».
Georges Turpin, né le 19 novembre 1885 à Montrouge (Hauts-de-Seine) et mort le 3 septembre 1952à Portivy, sur la commune de Saint-Pierre-Quiberon dans le Morbihan, est un écrivain, critique d'art français.

## Publication
- Marcel Roche, Georges Girard éditeur, Paris, 1924.
- Dix-huit peintres indépendants, Georges Girard éditeur, Paris, 1931.
- Les Cimaises en fleurs, préface de Frantz-Jourdain, Edition de la vie contemporaine, Paris, 1934 (Réédition d'articles parus dans différentes revues)

## Distinctions
Il a été lauréat des prix Frantz-Jourdain et Monthyon de l'Académie française.

## Documentation
Ses archives sont déposées à l'Institut national d'histoire de l'art.